# Las mil y una noches (película de 2015)
Las mil y una noches (en portugués: As Mil e uma Noites) es una película de comedia dramática de tres partes coproducida internacionalmente en 2015, dirigida por Miguel Gomes y basada en Las mil y una noches, que comprende Volumen 1: El inquieto, Volumen 2: El desolado, y Volumen 3: El embelesado. Se proyectó como parte de la sección Quincena de Realizadores en el Festival de Cine de Cannes 2015. La película también fue seleccionada para mostrarse en la sección Wavelengths del Festival de Cine de Toronto de 2015.
La segunda parte de la película, Las mil y una noches: Vol.2. El desolado, fue seleccionada como la entrada portuguesa a la Mejor Película en Lengua Extranjera en la 88.ª edición de los Premios Óscar, pero no fue nominada.

## Sinopsis
La película está ambientada en Portugal, con la trama basada en hechos actuales. La estructura de la película se basa en la colección de cuentos de fantasía Las mil y una noches.

## Reparto
- Crista Alfaiate como Shahrazād
- Dinarte Blanco como Hombre de patrocinio
- Carloto Cotta como Traductor
- Adriano Luz como Luis
- Juana de Verona como Vania
- Rogério Samora como Primer Ministro
- Maria Rueff como Ministro de Finanzas
- Cristina Carvalhal como Sereia
- Luisa Cruz como Juiza
- Américo Silva como Negociante di Gado
- Bruno Bravo como Hombre del banco central europeo
- Tiago Fagulha como Hombre de la Comisión Europea
- Teresa Madruga como Luisa
- Chico Chapas como Xico Chapas
- Carla Maciel como Nora
- Margarida Carpinteiro como Gloria

## Producción
Se esperaba que la producción finalizara en agosto de 2014 y que la película se completara en febrero de 2015.

## Lanzamiento
Las tres entregas de Las mil y una noches se estrenaron en el Festival de Cine de Cannes de 2015. Volumen 1: El inquieto el 16 de mayo de 2015, Volumen 2: El desolado el 18 de mayo de 2015 y Volumen 3: El embelesado el 20 de mayo de 2015. Las películas se estrenaron en Francia el 24 de junio, el 29 de julio y el 26 de agosto.

### Recepción de la crítica
Las tres películas recibieron críticas generalmente positivas de los críticos. Rotten Tomatoes informa que el Volumen 1 tiene una puntuación del 97% según 35 reseñas, con una puntuación media de 8/10. El consenso de los críticos del sitio web dice: "El vibrante giro de Miguel Gomes en Arabian Nights hace girar una miríada de hilos que se fusionan en una colorida oda a Portugal". El Volumen 2 tiene una puntuación de 100% basada en 17 reseñas, con una puntuación media de 8,1/10. El Volumen 3 tiene una puntuación del 88% basada en 25 reseñas, con una puntuación media de 7,1/10. En Metacritic, el Volumen 1 tiene una calificación de 80 sobre 100 basada en 10 críticos, lo que indica "críticas generalmente favorables". El volumen 2 tiene una calificación de 81 sobre 100 basada en 9 críticos, lo que indica "aclamación universal". El volumen 3 tiene una calificación de 80 sobre 100 basada en 10 críticos, lo que indica "críticas generalmente favorables".